# Ministerio de Energía (Chile)
El Ministerio de Energía de Chile (MinEnergía) es uno de los ministerios de Estado del país. Esta entidad nació a partir de la entrada en vigencia de la Ley N.º 20.402, del 1 de febrero de 2010, obteniendo la autonomía al separarse del Ministerio de Minería. Desde el 6 de septiembre de 2022, su titular es el abogado Diego Pardow Lorenzo, mientras que el subsecretario respectivo es Julio Maturana Franca; actuando bajo el gobierno de Gabriel Boric.

## Funciones
Sus funciones son elaborar y coordinar los planes, políticas y normas para el buen funcionamiento y desarrollo del sector, velar por su cumplimiento y asesorar al gobierno en todas aquellas materias relacionadas con la energía.
El sector energía comprende todas las actividades de estudio, exploración, explotación, generación, transmisión, transporte, almacenamiento, distribución, consumo, uso eficiente, importación y exportación, y cualquiera otra que concierna a la electricidad, carbón, gas, petróleo y derivados, energía nuclear, geotérmica y solar, y demás fuentes energéticas.

## Organización

### Subsecretaría de Energía
La administración interna del Ministerio le corresponde al subsecretario de Energía, quien es el jefe superior del servicio y coordina la acción de los servicios públicos del sector. Ocupa la titularidad de la Subsecretaría de Energía en la actualidad Luis Felipe Ramos.

### Organismos
El Ministerio de Energía tiene como organismos relacionados:
- Agencia Chilena de Eficiencia Energética (ACHEE)
- Centro de Energías Renovables (CER)
- Comisión Chilena de Energía Nuclear (CCHEN, 1965)
- Comisión Nacional de Energía (CNE, 1978, entre 1978-2010 tenía rango de ministerio de Estado)
- Superintendencia de Electricidad y Combustibles (SEC, 1985)
- Empresa Nacional del Petróleo

## Listado de ministros
- Partidos:

     – Independiente
     – Unión Demócrata Independiente (UDI)
     – Renovación Nacional (RN)
     – Partido por la Democracia (PPD)
     – Partido Socialista (PS)
     – Convergencia Social (CS)
     – Frente Amplio (FA)
| N.º | Ministro/a | Ministro/a                 | Partido | Inicio                  | Final                   | Presidente | Presidente                 |
| --- | ---------- | -------------------------- | ------- | ----------------------- | ----------------------- | ---------- | -------------------------- |
| 1   |            | Marcelo Tokman Ramos       | PPD     | 1 de febrero de 2010    | 11 de marzo de 2010     |            | Michelle Bachelet Jeria    |
| 2   |            | Ricardo Raineri Bernain    | RN      | 11 de marzo de 2010     | 14 de enero de 2011     |            | Sebastián Piñera Echenique |
| 3   |            | Laurence Golborne Riveros  | Ind.    | 16 de enero de 2011     | 18 de julio de 2011     |            | Sebastián Piñera Echenique |
| 4   |            | Fernando Echeverría Vial   | RN      | 18 de julio de 2011     | 21 de julio de 2011     |            | Sebastián Piñera Echenique |
| 5   |            | Rodrigo Álvarez Zenteno    | UDI     | 22 de julio de 2011     | 27 de marzo de 2012     |            | Sebastián Piñera Echenique |
| -   |            | Sergio del Campo Fayet (s) | Ind.    | 27 de marzo de 2012     | 3 de abril de 2012      |            | Sebastián Piñera Echenique |
| 6   |            | Jorge Bunster Betteley     | Ind.    | 3 de abril de 2012      | 11 de marzo de 2014     |            | Sebastián Piñera Echenique |
| 7   |            | Máximo Pacheco Matte       | PS      | 11 de marzo de 2014     | 19 de octubre de 2016   |            | Michelle Bachelet Jeria    |
| 8   |            | Andrés Rebolledo Smitmans  | PS      | 19 de octubre de 2016   | 11 de marzo de 2018     |            | Michelle Bachelet Jeria    |
| 9   |            | Susana Jiménez Schuster    | Ind.    | 11 de marzo de 2018     | 12 de junio de 2019     |            | Sebastián Piñera Echenique |
| 10  |            | Juan Carlos Jobet Eluchans | Ind.    | 13 de junio de 2019     | 11 de marzo de 2022     |            | Sebastián Piñera Echenique |
| 11  |            | Claudio Huepe Minoletti    | CS      | 11 de marzo de 2022     | 6 de septiembre de 2022 |            | Gabriel Boric Font         |
| 12  |            | Diego Pardow Lorenzo       | CS      | 6 de septiembre de 2022 | En el cargo             |            | Gabriel Boric Font         |
| 12  | FA         | Diego Pardow Lorenzo       |         | 6 de septiembre de 2022 | En el cargo             |            | Gabriel Boric Font         |

### Redes sociales
- Ministerio de Energía de Chile en X (antes Twitter)
- Ministerio de Energía de Chile en Instagram
- Ministerio de Energía de Chile en Facebook

- Datos: Q5549812
- Multimedia: Ministry of Energy (Chile) / Q5549812